# Tullio Rossi
Tullio Rossi, né le 2 juin 1948 à Rome, est un coureur cycliste italien, professionnel de 1973 à 1978. Il a remporté une étape du Tour d'Italie en 1973.

## Palmarès

### Palmarès amateur
- 1969
  - Trofeo Salvatore Morucci
- 1970
  - Coppa Giulio Burci
  - Circuito Valle del Liri
  - 2e étape du Tour des Combrailles
  - 3e de Monte-Carlo-Alassio
- 1972
  - 2e du Gran Premio della Liberazione
  - 2e du championnat d'Italie sur route amateurs
  - 2e de La Nazionale a Romito Magra
  - 3e de Monte-Carlo-Alassio

### Palmarès professionnel
- 1973
  - 12e étape du Tour d'Italie

## Résultats sur les grands tours

### Tour d'Italie
3 participations
- 1973 : 74e, vainqueur de la 12e étape
- 1974 : abandon (21e étape)
- 1976 : 78e

### Tour de France
1 participation
- 1977 : hors-délai (17e étape)

### Tour d'Espagne
1 participation
- 1978 : 61e